# Väyrynenita
La väyrynenita es un mineral de la clase de los minerales fosfatos. Fue descubierta en 1939 cerca de la localidad de Eräjärvi en la región de Pirkanmaa (Finlandia), siendo descirto como nuevo mineral en 1954 y nombrada así en honor de Heikki A. Väyrynen, mineralólogo finlandés. Un sinónimo poco usado es vaerynenite.

## Características químicas
Es un fosfato hidroxilado de manganeso y berilio, que cristaliza en el sistema cristalino monoclínico. Además de los elementos de su fórmula, suele llevar como impurezas: aniones adicionales fluoruro y hierro.

## Formación y yacimientos
Aparece como un producto de la alteración de los minerales berilo y trifilita en un complejo de rocas pegmatitas de granito zonado de Finlandia. También se ha encontrado en Suecia, Portugal,  España, Kazajistán y  Paquistán. Suele encontrarse asociado a otros minerales como: eosforita, moraesita, hurlbutita, berilonita, ambligonita, apatita, turmalina, topacio, moscovita, microclina o cuarzo.